# 16711 Ka-Dar
16711 Ka-Dar è un asteroide della fascia principale. Scoperto nel 1995, presenta un'orbita caratterizzata da un semiasse maggiore pari a 3,1834408 au e da un'eccentricità di 0,1789730, inclinata di 2,80340° rispetto all'eclittica.
L'asteroide è dedicato all'omonimo osservatorio, il primo privato in Russia aperto al pubblico (in russo Обсерватория Ка-Дар?).